# صفر (آلبوم)
صفر نام آلبومی از حبیب محبیان است که در سال ۱۳۷۳ (۱۹۹۴) توسط شرکت ترانه منتشر شد.
به پیروی از گفته‌های فرزند حبیب، (محمد محبیان) تمامی تنظیم‌هایی که به نام ( لو واروژان ) ثبت‌شده است، تماما از تنظیم‌ها و ارنجمنت‌های « خود حبیب » بوده است. 
« لو واروژان » از دوستانِ صمیمی حبیب بود و در واقع استودیو ضبط موسیقی‌های حبیب متعلق به او بود که کار صدابرداری و نوازندگی می‌کرد و به خواسته خود حبیب نام تنظیم کننده را در کاور آلبوم‌ها به نام لو واروژان نگاشته شد. 

## فهرست ترانه‌ها
| نام ترانه        | ترانه‌سرا    | آهنگساز  | تنظیم کننده | مدت  |
| ---------------- | ----------- | -------- | ----------- | ---- |
| کسی حالم نمیپرسه | حسین چترنور | حبیب     | حبیب        | ۵:۳۰ |
| صفر              | عارف قزوینی | حبیب     | حبیب        | ۴:۱۷ |
| پریا             | احمد شاملو  | حبیب     | حبیب        | ۴:۵۰ |
| محتاج            | زکی مورن    | زکی مورن | حبیب        | ۳:۳۷ |
| آتش              | انوری       | حبیب     | حبیب        | ۵:۰۳ |
| شهلا             | -           | حبیب     | حبیب        | ۳:۳۲ |
| شب سیاه          | مزدک        | حبیب     | حبیب        | ۴:۵۲ |
| محتاج (بی‌کلام)   |             | زکی مورن | حبیب        | ۵:۰۴ |